# Henriette Major
Pour les articles homonymes, voir Major (homonymie).
Henriette Major (née le 6 janvier 1933 et morte le 16 novembre 2006), est une romancière, journaliste,  scénariste et pédagogue québécoise. 

## Biographie
Après des études en sciences de l'éducation à l'Institut pédagogique de Montréal, elle travaille au service de l'information de l'Université de Montréal. Directrice de collection aux Éditions Héritage, elle est l'autrice de nombreux livres pour enfants, manuels didactiques, billets et séries à la télévision, où elle fait œuvre de pionnière en matière d'édition, en plus de tenir une chronique hebdomadaire dans le magazine Perspectives pendant quinze ans. Elle
donne d'ailleurs des conférences dans plusieurs pays.

## Œuvres
- 1966 : Un drôle de petit cheval
- 1967 : Le Club des curieux
- 1970 : À la conquête du temps
- 1970 : La Surprise de dame chenille
- 1973 : Romulo enfant de l'Amazonie sur les ailes de l'espérance
- 1975 : Boujour Montréal!
- 1975 : Contes de Nulle Part et d'Ailleurs
- 1976 : Un homme et sa mission
- 1976 : Les Contes de l'arc-en-ciel
- 1977 : L'Évangile en papier
- 1978 : L'Evangile en papier : guide de créativité
- 1977 : Une fleur m'a dit
- 1978 : Un jour, une rivière
- 1979 : Doudou les assiettes
- 1979 : La Bible en papier
- 1979 : Comment vivent les Québécois
- 1979 : Les 5 frères
- 1979 : Élise et l'oncle riche
- 1979 : Kapuk
- 1980 : Histoires autour du poêle
- 1980 : Madeleine, la vilaine
- 1980 : Visages du Québec
- 1980 : Mon livre à secrets
- 1980 : Le Club des curieux
- 1980 : Le Crayon magique
- 1981 : Les Boucaniers d'eau douce
- 1981 : J'étais enfant en Nouvelle-France
- 1981 : L'Ogre de Niagara
- : Contes de Perrault
- 1981 : La motoneige rouge
- 1981 : Les Boucaniers et le vagabond
- 1981 : François d'Assise
- 1981 : Les Découvertes des boucaniers
- 1982 : Le Règne animal, la mer
- 1982 : Les Premiers pas de l'Église
- 1982 : La Préhistoire, les races humaines
- 1982 : La Ville fabuleuse
- 1982 : La Fanfare
- 1983 : Moi, j'invente
- 1983 : Le Règne végétal, les insectes
- 1983 : Moi, je fais comme si…
- 1983 : En Écosse
- 1983 : Marguerite Bourgeoys
- 1983 : La Lumière, le son, la communication
- 1983 : Les Lois de l'univers, l'énergie
- 1983 : Le Feu, la chaleur, le froid
- 1983 : En Haïti
- 1983 : En Chine
- 1983 : Le Corps humain
- 1983 : Au Portugal
- 1983 : Au Maroc
- 1983 : Au Japon
- 1983 : L'Atmosphère, les climats, l'eau
- 1983 : Les Étoiles, les planètes, le temps
- 1983 : Les Mots apprivoisés : méli-mélo
- 1983 : Le Soleil, la terre, la lune
- 1983 : Les Mots apprivoisés
- 1984 : En Allemagne
- 1984 : Les Mots endimanchés : méli-mélo
- 1984 : Les Mots endimanchés
- 1984 : En Israël
- 1984 : La Machine à rêves
- 1984 : Le Paradis des animaux
- 1984 : En Russie
- 1984 : En Scandinavie
- 1984 : Au Mexique
- 1984 : Chez les Inuit
- 1985 : Ukalik : au pays des affaires perdues
- 1985 : Si l'herbe poussait sur les toits
- 1986 : Recueil de textes français destinés aux élèves des communautés culturelles
- 1986 : Sophie, l'apparentie sorcière
- 1986 : Comme les six doigts de la main
- 1986 : Mots et merveilles
- 1987 : La Bulle baladeuse
- 1987 : Mes blagues et mes devinettes
- 1987 : La Sorcière et la princesse
- 1987 : Les Lutins de Noël
- 1987 : Le Bout du monde
- 1987 : Mots et merveilles : fortissi-mots
- 1988 : Les Mots endimanchés : fortissi-mots
- 1988 : Les Mots apprivoisés : fortissi-mots
- 1988 : En criant ciseaux!
- 1988 : Sophie et le monstre aux grands pieds
- 1988 : La Sorcière et la princesse
- 1988 : La Ville fabuleuse
- 1989 : Les Mémoires d'une bicyclette
- 1990 : Fifi la grenouille
- 1990 : Comme les grands
- 1990 : De fêtes en fêtes
- 1990 : Kiki le moineau
- 1990 : Sophie et les extra-terrestres
- 1990 : Rimes et mots
- 1990 : La Magie du maquillage
- 1991 : La Planète des enfants
- 1991 : Marionnettes sans fils, marionnettes faciles
- 1992 : Sophie et le supergarçon
- 1992 : La Boîte à idées
- 1993 : Les secrets de Sophie
- 1993 : Sophie et le monstre aux grands pieds
- 1993 : Sophie et les extra-terrestres
- 1993 : Jeux de rêves
- 1993 : Sophie, l'apprentie sorcière
- 1993 : Les Arbres de Noël
- 1995 : Les Mots en liberté
- 1995 : Sophie et ses plus chouettes recettes d'entourloupettes
- 1996 : Moi, mon père
- 1996 : Sophie, Antoine et le robot
- 1996 : Moi, ma mère
- 1997 : Sophie et la fille du pirate
- 1998 : Leila au pays des pharaons
- 1998 : Attention fantôme
- 1998 : Fantôme d'un soir
- 1999 : La Vallée des enfants
- 1999 : 100 comptines
- 1999 : Comme sur des roulettes
- 2000 : Zapper ou ne pas zapper
- 2000 : Le vampire et le Pierrot
- 2000 : Jemma de la lune
- 2000 : Avec des yeux d'enfant
- 2001 : Zapper pas zapper
- 2001 : Opération sasquash
- 2002 : J'aime les poèmes
- 2003 : Le don de la septième
- 2004 : Les Devinettes d'Henriette
- 2006 : La Cabane dans l'arbre

## Revues et journaux
- Châtelaine
- Maclean's
- Perspectives

## Honneurs
- Prix de l'Association des libraires, 1970
- Prix de l'Institut canadien, 1976, 1977
- Prix Alvine-Bélisle, 1978
- Prix des émissions éducatives, 1981
- Prix Odyssée, 2002
- Prix Québec/Wallonie-Bruxelles, 2005